# Veracruz (thành phố)
Veracruz (phát âm tiếng Tây Ban Nha: [beɾaˈkɾus] ⓘ), tên chính thức Heroica Veracruz, là một thành phố cảng lớn nằm bên vịnh México, thuộc địa phận bang Veracruz, México. Thành phố duyên hải này nằm ở miền trung bang Veracruz, cách thủ phủ Xalapa 90 km (56 mi) về phía đông nam theo Quốc lộ Liên bang 140.
Đây là thành phố đông dân nhất bang, với dân số vượt chính municipio Veracruz, do thành phố lan ra tận municipio Boca del Río kề bên. Theo thống kê 2010, thành phố có 554.830 dân, 428.323 ở municipio Veracruz và 126.507 ở municipio Boca del Río. Phát triển từ thời thực dân Tây Ban Nha, Veracruz là thành phố cảng cổ nhất, lớn nhất, quan trọng nhất về mặt lịch sử của México.